# بيرشاد
بيرشاد (Бершадь) هي مدينة في محافظة فينيتسا في أوكرانيا.
يبلغ عدد سكانها حوالي 11700 نسمة.